# Стеценко, Александр Георгиевич
Алекса́ндр Гео́ргиевич Стеце́нко (1902, Севастополь, Таврическая губерния — XX век) — советский дипломат. Чрезвычайный и полномочный посол.

## Биография
Член РСДРП(б). На дипломатической работе с 1944 года.
- В 1944—1946 годах — первый секретарь Посольства СССР в Великобритании.
- В 1946—1947 годах — советник Посольства СССР в Великобритании.
- В 1947—1950 годах — заместитель заведующего Отделом по делам ООН МИД СССР.
- С 13 февраля 1950 по 20 января 1956 года — чрезвычайный и полномочный посол СССР в Пакистане[1].
- В 1956 году — на ответственной работе в центральном аппарате МИД СССР.
- В 1956—1959 годах — заместитель исполнительного секретаря Европейской экономической комиссии в Женеве.

С 1959 года — в отставке.